# Grandes avalasses
Les Grandes avalasses furent des cyclones tropicaux particulièrement destructeurs qui frappèrent l'île Bonaparte, l'actuelle île de La Réunion, dans le sud-ouest de l'océan Indien, en 1806 et 1807. À l'origine de dégâts matériels considérables, ainsi que de nombreuses morts, notamment par naufrage, ces phénomènes décrits comme des catacylsmes exceptionnels par leur ampleur se soldèrent par la ruine complète de l'agriculture insulaire, laquelle entraîna une importante disette. Dans un sens, ils participèrent cependant au renouvellement du tissu productif local en suscitant le reflux de la culture du caféier, du giroflier ou du cotonnier, plantes par trop vulnérables, en faveur de celle de la canne à sucre.